# Богарне, Огюст
Огюст Шарль Эжен Наполеон де Богарне (9 декабря 1810[…], Милан — 28 марта 1835[…], Лиссабон) — 2-й герцог Лейхтенбергский, принц-консорт Марии II Португальской.

## Биография
Старший сын Евгения Богарне, пасынка Наполеона, и Принцессы Августы Амалии Баварской. Его династические связи по отцу были исключительными: его сестрами были Жозефина, супруга Короля Швеции Оскара I и Амелия, супруга его будущего тестя Педро I. Позже его брат Максимилиан станет мужем Великой княжны Марии Николаевны, старшей дочери Николая I.

## Герцог Лейхтенбергский
Его дед по материнской линии, король Баварии Максимилиан I, дал Евгению Богарне титул герцога Лейхтенбергского 14 ноября 1817 года после потери в 1815 году его титулов, полученных от Наполеона и связанных с ними претензий на Королевство Италия и Великое герцогство Франкфурт.
Несмотря на обещание независимого княжества, содержащееся в заключительном соглашении, Венский конгресс прервался, не создав планируемого государства. Король Максимилиан уступил своему зятю за 5 миллионов герцогство (ландграфство) Лейхтенберг и княжество Эйхштедт. Огюст стал наследником этой собственности, когда Евгений Богарне умер 21 февраля 1824 года.

## Принц-консорт Португалии
26 мая 1834 года молодая Мария II была провозглашена королевой Португалии. Ей предстояло выбрать мужа, династический статус которого был бы полностью основан на конституционном устройстве Португалии. Выбор пал на Огюста Богарне, который не представлял угрозы Великим державам, так как не принадлежал к уже правящей династии и не имел противоречивых иностранных обязательств или стремлений. В 1830 году его уже рассматривали по этим качествам как кандидата на трон Бельгии. Он был также старшим братом Императрицы-мачехи Марии Амели, второй жены её покойного отца.
Свадьба по доверенности состоялась в Мюнхене 1 декабря 1834 года. Жениху было почти двадцать четыре года, невесте только пятнадцать лет. В день свадьбы Огюст получил бразильский и португальский титул «Его Имперского и Королевского Высочества Принц-консорт Португалии, Герцог Санта-Круз», стал португальским Главным маршалом. Он прибыл в Португалию вскоре после того, и пара уже лично венчалась в Лиссабоне 26 января 1835 года. Однако Огюст заболел крупозной ангиной и умер всего два месяца спустя.
Умершему бездетным, Огюсту наследовал в Баварии его младший брат, который стал Максимилианом, 3-м Герцогом Лейхтенбергским. Он основал линию герцогов Лейхтенбергских в царстве его тестя, России. После смерти Максимилиана княжество Эйхштедт было возвращено баварскому королю в 1855 году.